# 高雄市立左營國民中學
高雄市立左營國民中學，是臺灣高雄市左營區的一所國民中學，位於高雄捷運生態園區站旁。2007年曾經遷校，舊址與大義國中毗鄰，在蓮池潭附近。

## 沿革
1962年8月，政府為了實施「省辦高中，縣市辦初中」政策，將左營市立一中改為省立中學，並命名為「高雄市立左營第八初級中學」。隔年4月18日，正式設立本校。1971年因地點鄰近大義國中，故有左營國中專收女學生、而大義國中專收男學生之試辦。
2007年8月，左營國中由蓮池潭校區遷移至新左營校區，校園舊址作為多種用途。遷校之初綠樹草原供民眾遊憩，部分校舍空間由觀光局、樂齡學習中心及易經班租借使用；2021年高雄市政府為提升效益，將原來的觀光發展特定專用區土地轉為商業土地使用，盼透過招商帶動地區發展。因遷校地區逐漸發展成新市區而導致學生數量暴增，為此而規劃興建第二期校舍。
2021年2月，因應嚴重特殊傳染性肺炎疫情影響，原本在操場舉辦的開學始業式改以線上廣播方式進行，各處室主任均用廣播系統向學生宣達甫開學的注意事項。

## 校園環境

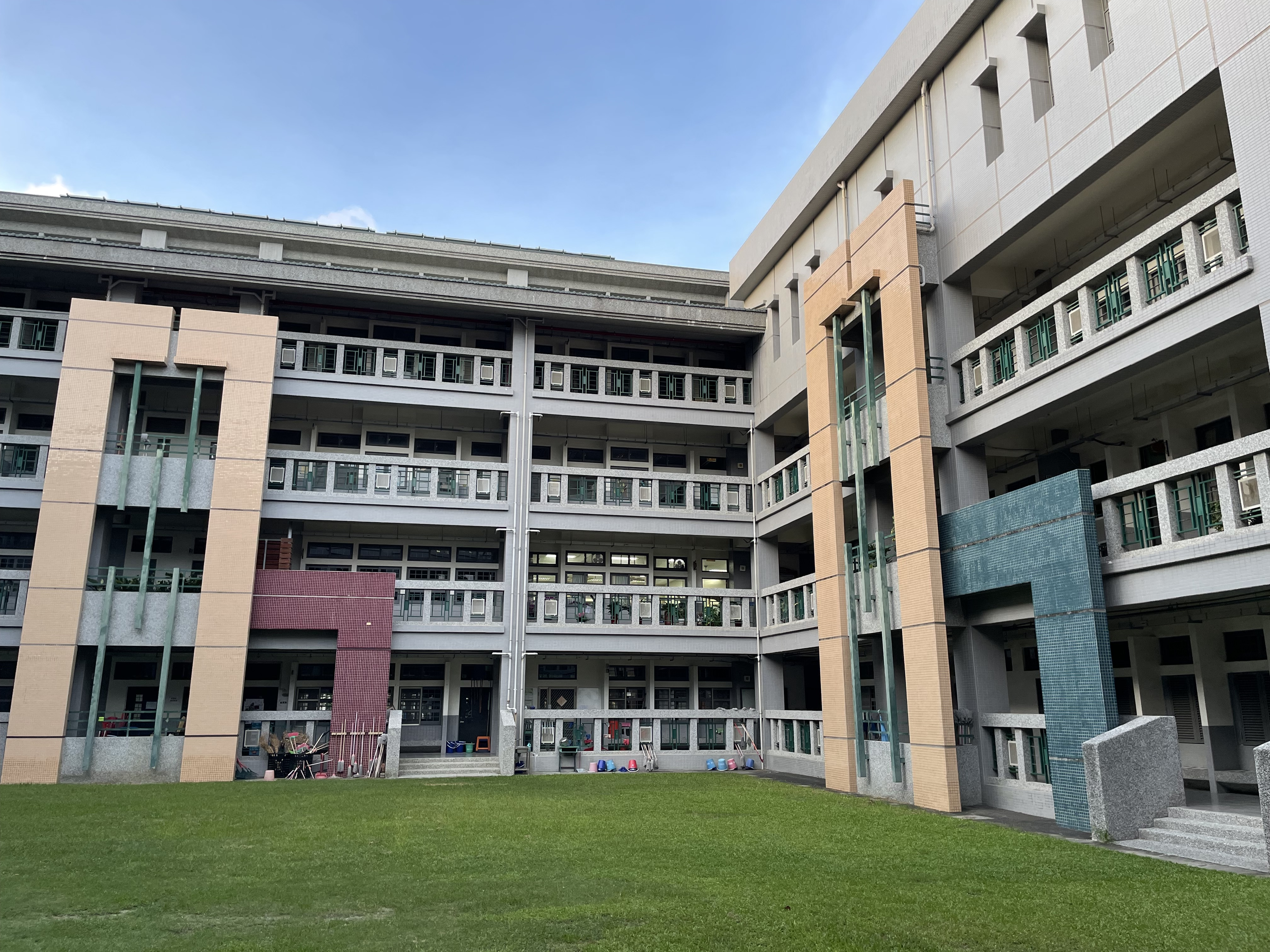
左營國中校舍

學校占地40,704平方公尺，有操場、籃球場等基本設施，校舍屋頂設置太陽能板。高雄市立圖書館左新分館緊鄰本校，校內活動中心設於該館三樓。

## 外部連結
- 左營國中官網 （页面存档备份，存于）